# 日本救護団
日本救護団（にほんきゅうごだん）は、かつて存在した日本の政治団体。現在は政治団体としては解散されており、団体の元代表が団体名を名乗り個人で主に青森県八戸市で活動していた。

## 概要
2009年（平成21年）、小川真を中心に結成。目的を「生活弱者・障害者及び高齢者の救護を目指す」としている。
団員数は180名とされているが、政治資金収支報告の団員数は16名 となっており、実際には少人数で活動していた。
2011年（平成23年）の段階では団員数は1名、2012年（平成24年）に政治団体として解散状態になっている。

## 活動手法
主に八戸市内を街宣車で演説を繰り返し行い、直接行政機関に出向き行政訴訟を示唆しながら、強く要求する手法を取っている。また、八戸市役所などに張り込むことも行っている。
団体の要求の矛先は大部分が八戸市役所、八戸圏域水道企業団など八戸市内の行政機関に向けられているが、内容は政治的なものよりもむしろ民有地の雑草管理など行政指導に関するものも多く、民間企業にもユニバースなど商品の値段等についての苦言を呈している。

## 主義・主張
概ね保守的である。ここでは、前身である「はちのへ今昔」時代の主張も含めて記述する。

### 八戸市政関連
- 小林眞八戸市長を厳しく非難しており、2009年の八戸市長選では対立候補への支援を呼びかけた。
- 市長及び副市長用の公用車を廃止し、市長の移動はタクシーを使い、浮いた費用を子ども手当に当てるべきとしている。[7] その後、市役所の公用車の使用自体にも疑問視し、タクシー利用に切り替えるを考えるべきだとしている。[8]
- はっち（八戸ポータルミュージアム）については、図書館をテナントに入れて西有穆山や羽仁もと子を顕彰する部屋をつけるべきとした。[9] その後も三浦哲郎記念館を設置するよう要求したことがある。[10]
- 小林眞八戸市長が2010年3月に八戸市議会定例会で情報公開の現状について「情報開示件数が急増し、中には尊厳を傷つける言葉や身の安全に不安を抱かせる言動をする人がいる」と答弁した[11] ことに対し、「開示件数が多いのは民主的公開制度の現れであり、喜ぶべきで泣く必要はさらさら無い。反省し猛省をしろ」とコメントしている。[8]

### その他
- 八戸三社大祭の山車小屋の場所について、駐車場を無料で貸し出したことを「不法占拠だ」と主張し退去させた。[12] このスペースを活用することで八戸市中心市街地の活性化につながると主張している。[13]
- 地元のFM放送局ビーエフエムに対しては、「当初「はちのへ今昔」がFM放送局を開局しようとしたのを嫌がらせをされた」とし、放送権を「はちのへ今昔」（当時）に返せと主張。[14] しかし、実際はコミュニティFMにもかかわらず近隣町村を含めた広域放送を目指していたため、総務省（旧郵政省）から許可が下りなかったことが開局できなかった理由である。それからは、事ある毎にビーエフエムを批判し続けている。